# Distrito electoral federal 6 de Tabasco
El Distrito Electoral Federal 6 de Tabasco es uno de los 300 distritos electorales uninominales en los que se encuentra dividido el territorio de México, que a su vez conforman 5 circunscripciones plurinominales; y uno de los 6 distritos electorales federales en los que se divide el estado de Tabasco.
Se localiza en los municipios de Centro, Jalapa, Tacotalpa y Teapa . Su cabecera es la ciudad de Villahermosa, Tabasco.

## Diputados por el distrito
| Diputado | Diputado                         | Grupo parlamentario | Legislatura | Periodo     |
| -------- | -------------------------------- | ------------------- | ----------- | ----------- |
|          | Arturo Núñez Jiménez             |                     | LVII        | 1997 - 2000 |
|          | Jesús Taracena Martínez          |                     | LVIII       | 2000 - 2003 |
|          | Amalin Yabur Elías               |                     | LIX         | 2003 - 2006 |
|          | Mónica Fernández Balboa          |                     | LX          | 2006 - 2009 |
|          | José del Pilar Córdova Hernández |                     | LXI         | 2009 - 2012 |
|          | Antonio Sansores Sastré          |                     | LXII        | 2012 - 2015 |
|          | José del Pilar Córdova Hernández |                     | LXIII       | 2015 - 2018 |
|          | Ricardo de la Peña Marshall      |                     | LXIV        | 2018 - 2021 |
|          | Mario Rafael Llergo Latournerie  |                     | LXV         | 2021 - 2023 |

## Resultado Electorales

### 2021
|  | 4.34 % |

|  | 1.26 % |

|  | 8.07 % |

|  | 60.12 % |

|  | 1.63 % |

|  | 1.28 % |

|  | 2.28 % |

|  | 17.84 % |

|  | 0.05 % |

|  | 3.08 % |

|  | 100.0 % |

### 2018
|  | 9.86 % |

|  | 6.34 % |

|  | 1.40 % |

|  | 9.23 % |

|  | 68.25 % |

|  | 1.18 % |

|  | 0.03 % |

|  | 3.67 % |

|  | 100.0 % |

### 2015
|  | 2.36 % |

|  | 29.18 % |

|  | 24.02 % |

|  | 20.43 % |

|  | 2.57 % |

|  | 1.70 % |

|  | 12.55 % |

|  | 0.94 % |

|  | 1.82 % |

|  | 0.06 % |

|  | 4.31 % |

|  | 100.0 % |

### 2012
|  | 5.12 % |

|  | 37.70 % |

|  | 52.20 % |

|  | 1.62 % |

|  | 0.05 % |

|  | 3.30 % |

|  | 100.0 % |

### 2009
|  | 10.69 % |

|  | 42.13 % |

|  | 28.20 % |

|  | 6.96 % |

|  | 2.63 % |

|  | 0.47 % |

|  | 3.48 % |

|  | 0.11 % |

|  | 5.33 % |

|  | 100.0 % |

### 2006
|  | 4.76 % |

|  | 44.20 % |

|  | 46.50 % |

|  | 1.35 % |

|  | 1.00 % |

|  | 0.10 % |

|  | 2.05 % |

|  | 100.0 % |